# Chinería

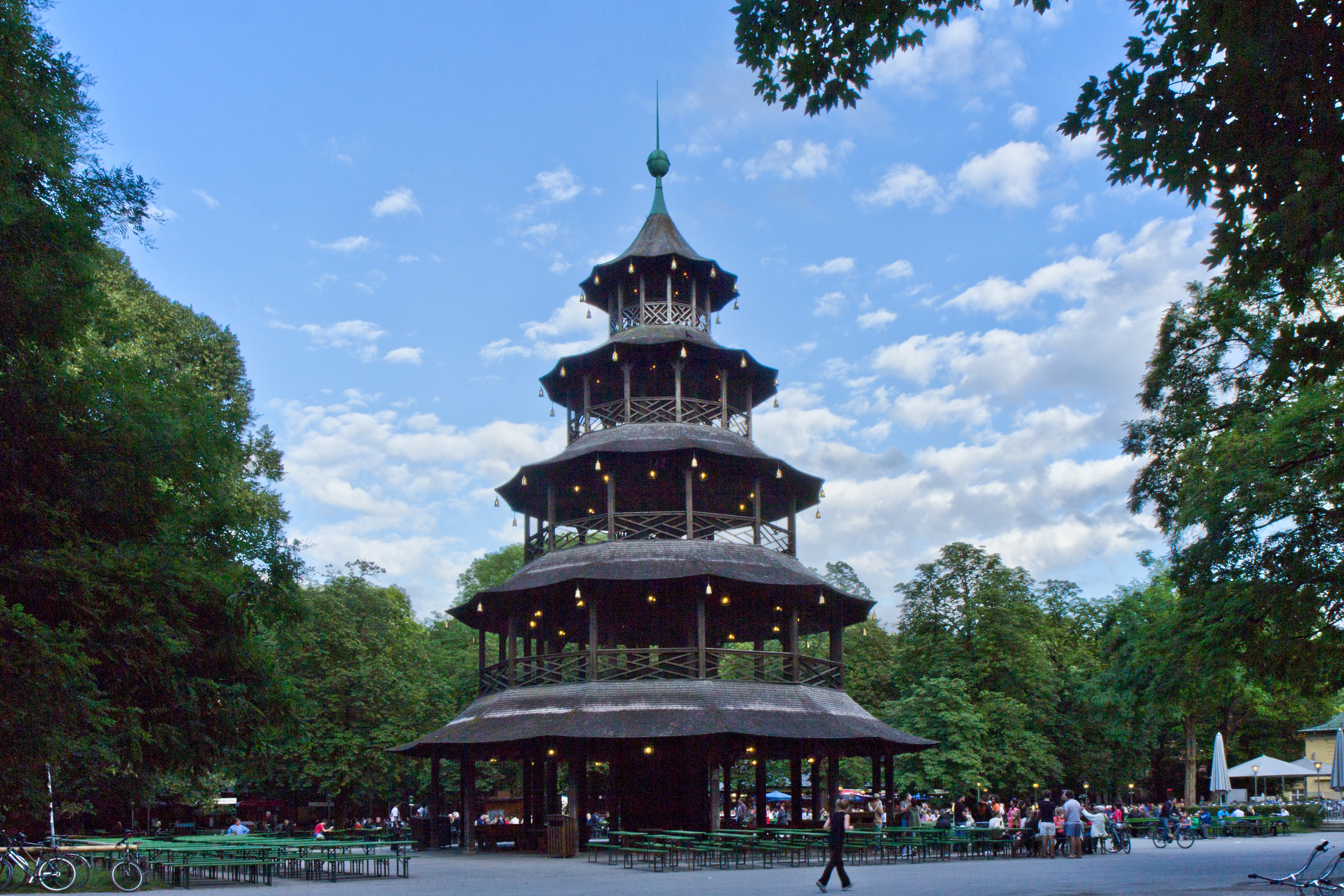
Torre china (Chinesischer Turm) en el Englischer Garten (Múnich).

El término chinería (del francés chinoiserie) se refiere a un estilo artístico europeo que recoge la influencia de China y se caracteriza por el uso de diseños propios de China, la asimetría, caprichosos cambios de tamaño, el uso de materiales lacados y abundante decoración. La chinoiserie entró en Europa aproximadamente en el último cuarto del siglo XVII y su auge se produjo a mediados del siglo XVIII, cuando fue asimilado por el rococó.

## Evolución
Desde el Renacimiento hasta el siglo XVIII los diseñadores occidentales trataron de imitar la sofisticación técnica de la cerámica china, alcanzando un éxito parcial. La imitación de los diseños chinos empezó a finales del siglo XVII, se incorporó a la producción de porcelana, normalmente en conjuntos de té y se hizo muy popular durante el rococó chinoiserie (alrededor de 1740-1770).

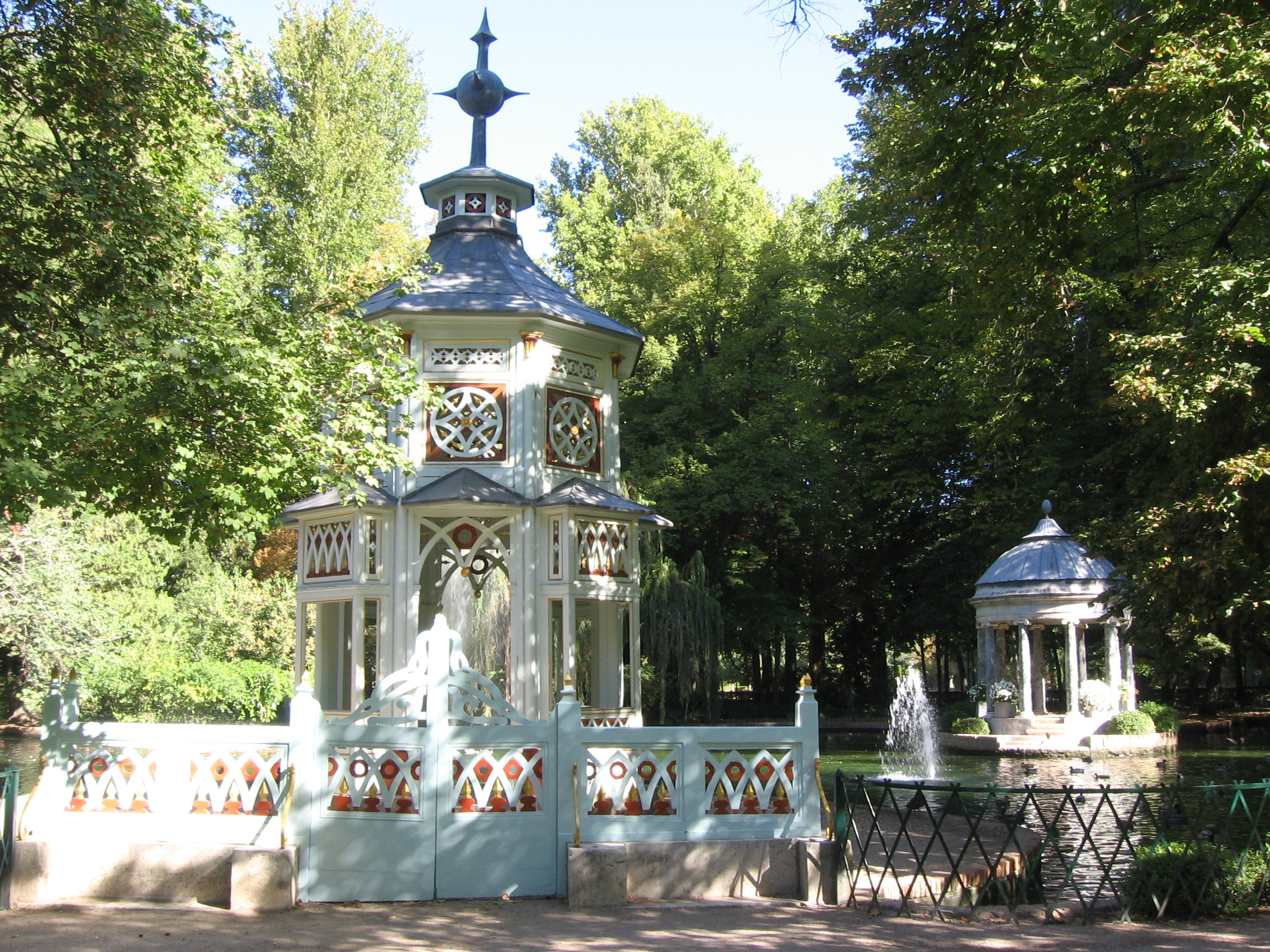
Kiosco chinesco del Jardín del Príncipe de Aranjuez.

Las primeras trazas de chinoiserie aparecieron a principios del siglo XVII en el arte de las naciones con colonias en la India, Holanda e Inglaterra y, desde mediados de siglo, también Portugal. La cerámica realizada en Delft y otras zonas de Holanda adoptaron la decoración blanca y azul del arte de la Dinastía Ming de principios de siglo, y los primeros trabajos en cerámica de Meissen y otras regiones ricas en la producción de porcelanas imitaron también las formas chinas de los platos, vasos y conjuntos de té. Pero en la China imaginada por los artesanos, los mandarines vivían en preciosos paisajes montañosos con puentes de telaraña, llevaban parasoles floreados y vivían en sutiles construcciones de bambú acechadas por dragones y fénix mientras en los alrededores los monos se balanceaban en sus árboles.
Los pabellones de «estilo chino» aparecieron en los parterres de finales del barroco y rococó de Alemania y Rusia y en los paneles de azulejos de Aranjuez, municipio cercano a Madrid. Se construyeron «villas chinas» en Drottningholm, Suecia y Tsarskoe Selo, Rusia. También se rindió un sobrio homenaje a los adornos de la primera etapa Qing. El tang evolucionó en una mesa georgiana y sillas de brazos de respaldos cuadrados apreciada por los caballeros ingleses. No todos los principios de diseño de chinoiseries estaban influidos por la cultura china, también se incorporaron elementos de la decoración japonesa, como paredes de empapelar pintados con elementos «japoneses», figurillas de cerámica y ornamentos de mesa.
Empezaron a construirse pequeñas pagodas en los salones, y otras mayores en los jardines. En Kew hay una enorme pagoda diseñada por Sir William Chambers. Más tarde se construyó una réplica de esta pagoda en el Englischer Garten de Múnich. Durante el advenimiento del neoclasicismo de la década de 1770 en adelante se profundizó más en las extravagancias decorativas. Durante el auge de las decoraciones «griegas», Jorge IV de Inglaterra mandó construir el Royal Pavilion la fábrica de porcelana y la fábrica de porcelana de Worcester imitó la porcelana imari. Algunas casas de enorme tamaño, como la Casa Loma, en ocasiones disponían de una casa de huéspedes decorada en estilo chinoiserie, con una cama de estilo chino, las paredes empapeladas con temas de fénix y dragones y porcelana china. Otras inspiraciones exóticas incluyen los temas turcos.
El término también se empleó en las críticas literarias para describir un determinado estilo, como el atribuido a Ernest Braham en sus relatos sobre Kai Lung, a Barry Hughart y Stephen Marley en sus serie Chia Black Dragon (aunque Marley rechazó que le asociaran con el estilo chinoiserie, acuñando en cambio su propio término: «gótico chino»).